# Кубово (Новосибирская область)
Кубово — населённый пункт в Мошковском районе Новосибирской области. Входит в Балтинский сельсовет. 

## География
Площадь населённого пункта — 8 гектаров.

## Население
| 2002 | 2007 | 2010 |
| ---- | ---- | ---- |
| 33   | ↗37  | ↘35  |

## Инфраструктура
В населённом пункте по данным на 2007 год отсутствует социальная инфраструктура.